# Pestalotiopsis clavispora
Pestalotiopsis clavispora är en svampart som först beskrevs av George Francis Atkinson, och fick sitt nu gällande namn av Steyaert 1949. Pestalotiopsis clavispora ingår i släktet Pestalotiopsis och familjen Amphisphaeriaceae.   Inga underarter finns listade i Catalogue of Life.